# خولیو بسرا ریورو
خولیو بِسِرا ریورو (اسپانیایی: Julio Becerra Rivero‎، زاده ۱۹۷۳ میلادی)، استادبزرگ شطرنج کوبایی-آمریکایی است که در میامی لیکس، فلوریدا زندگی می‌کند. وی برای تیم میامی شارکس (به انگلیسی: Miami Sharks) در لیگ شطرنج آمریکا بازی می‌کند.
خولیو بسرا در کوبا متولد و بزرگ شد. در سیزده سالگی شطرنج را شروع کرد. او در ۱۹۹۷ در سن ۲۳ سالگی به عنوان استادبزرگ شطرنج شناخته شد. جولی بسررا در سالهای ۱۹۹۶ و ۱۹۹۸ میلادی عنوان قهرمانی شطرنج کوبا را به دست آورد و در المپیادهای ۱۹۹۴، ۱۹۹۶ و ۱۹۹۸ حضور داشت.
وی در سال ۱۹۹۹ میلادی، پس از بازی در مسابقات قهرمانی جهانِ همان سال در لاس وگاس، در ایالات متحده ماندگار شد. وی در سال ۲۰۰۵ میلادی به میامی نقل مکان کرد. . او در سال ۲۰۰۶ میلادی در مسابقات فلوریدا قهرمان شد.